# Наосліп (фільм, 2018)
«Наосліп» (англ. In Darkness) — трилер 2018 року спільного виробництва США та Великої Британії з Наталі Дормер у головній ролі.

## Сюжет
Сліпа піаністка Софія чує повідомлення в адресу воєнного злочинця Зорана Радича. Молода жінка невдовзі має зіграти на його заході за запрошенням його доньки Вероніки, яка живе поверхом вище. Наступного вечора Софія чує сварку Вероніки з чоловіком, після якої жінка випадає з вікна. Сліпа не зізнається детективам, що знає дещо про смерть сусідки. Марку не вдалося знайти флешку в квартирі Вероніки. Ввечері Софія повертається додому та відчуває, що в квартирі хтось є. Марк, який цілив у неї, бачить, що жертва сліпа і йде. Після виступу в Радіча піаністка робить спробу отруїти його, але топче ампулу. На шляху додому на жінку нападають, але за неї заступається Марк.
Софія йде на зустріч з немолодим чоловіком Нейлом, якому вона передає флешку з паролем. Сліпу жінку викрадають та б'ють, намагаючись отримати флешку. І цього разу її рятує Марк. У лікарні її навідує Нейл. Флешка дійсно була дуже цінна, інформація на ній повністю зруйнує бізнес Радіча. Але тепер необхідно було знайти поплічницю Вероніки. Дублікат флешки отримує сестра Марка, Алекс.
Після похорон Вероніки Радіч передає фото Софії. Вона невдало намагається вбити його. Розлютившись він розповідає, що він зґвалтував її сліпу матір, вона народила дівчинку, яка через кілька років осліпла. Радіч повернувся в той будинок знову зґвалтував жінку знову та вбив усіх, крім дівчинки.
Детектив Міллс дізнався, що Софія — несправжнє її ім'я піаністки, а Нейл Мак-Кендрік нелегально удочерив її маленькою. Алекс говорить брату, що Радіч про все дізнався та просить врятувати її. Чоловік обирає Софію. Розправившись з охоронцями, він прямує в квартиру піаністки та викидає Радіча з вікна.

## У ролях
| Актор            | Роль              |
| ---------------- | ----------------- |
| Наталі Дормер    | Софія Маккендрік  |
| Ед Скрейн        | Марк Гордон       |
| Емілі Ратаковскі | Вероніка Радік    |
| Нілл Маскелл     | Оскар Міллс       |
| Ян Бейвут        | Зоран Радіч       |
| Джеймс Космо     | Найл Маккендрік   |
| Джоелі Річардсон | Александра Гордон |

## Створення фільму

### Виробництво
Зйомки фільму проходили в Лондоні, Велика Британія.

### Знімальна група
- Кінорежисер — Ентоні Бірн
- Сценаристи — Ентоні Бірн, Наталі Дормер
- Кінопродюсери — Ентоні Бірн, Наталі Дормер, Бен П'ю, Адам Морейн-Гріффітс, Джош Варні
- Композитор — Найл Бірн
- Кінооператор — Сі Белл
- Кіномонтаж — Том Гаррісон-Рід, Пол Найт
- Художник-постановник — Соня Клаус
- Артдиректор — Джос Річардсон
- Художник-декоратор — Ліббі Морріс
- Художник з костюмів — Нет Тернер
- Підбір акторів — Кармел Кокрейн[4]

## Сприйняття
Фільм отримав змішані відгуки. На сайті Rotten Tomatoes оцінка стрічки становить 42 % на основі 26 відгуків від критиків (середня оцінка 4,9/10) і 31 % від глядачів із середньою оцінкою 2,8/5 (201 голос). Фільму зарахований «гнилий помідор» від кінокритиків та «розсипаний попкорн» від глядачів, Internet Movie Database — 5,7/10 (4 622 голоси), Metacritic — 59/100 (7 відгуків критиків) і 6,5/10 (16 відгуків від глядачів).